# Sal Rudelsheim
Sally (Sal) Rudelsheim (Amsterdam, 2 mei 1893 – ?) was een Nederlands biljarter. Hij nam tussen de seizoenen 1931–1932 en 1934–1935 deel aan drie nationale kampioenschappen driebanden in de ereklasse.

## Deelname aan Nederlandse kampioenschappen in de Ereklasse
| Nr. | Kampioenschap        | Plaats    | Klassering | Alg. gemiddelde |
| --- | -------------------- | --------- | ---------- | --------------- |
| 1.  | Driebanden 1931–1932 | Amsterdam | 6e         | 0,515           |
| 2.  | Driebanden 1932–1933 | Amsterdam | 8e         | 0,534           |
| 3.  | Driebanden 1934–1935 | Tilburg   | 5e         | 0,495           |